# がらくた屋まん太
『がらくた屋まん太』（がらくたやまんた）は『月刊アスキーコミック』（現『コミックビーム』）1992年8月号から1995年9月号まで連載されていたSF作品である。能田達規のデビュー作。全5巻（絶版）。

## 概要
舞台は20世紀後半から21世紀初頭の東京下町、千田町（架空の町）。主人公のがらくた屋店主・大福まん太らによるドタバタSFコメディー。基本的には一話完結型。サザエさんと同じで登場人物は年をとらない。作者がこの後「週刊少年チャンピオン」で連載する『おまかせ! ピース電器店』の元になっており、設定や登場人物も似ているが、両親が他界している、テロリストとの戦い、四国が独立国家、原発事故など世界観がやや異なる。「月刊アスキーコミック」創刊と同時に連載が開始され廃刊と同時に終了する看板漫画のひとつであった。

## 主な登場人物

### 我楽太屋
千田町の電気店。核融合電子レンジからアイスクリームまで幅広く取り扱う。
大福まん太
我楽太屋当主。主人公。近代中学2年生。学校での成績は理科以外は最悪。
吉田太郎
通称「じじい」。古くから我楽太屋を支えているエンジニア。花子の祖父。
ミャー
我楽太屋で飼われている猫。
大福満十郎
我楽太屋の先代でまん太の父。まん太が幼少の頃、知らないうちに部品が採用されていた原発の事故の責任を取らされ他界。
大福キナ子
まん太の母。旧姓大橋。実家は四国と本州の国境を守る瀬戸大橋警備隊を営む。満十郎と共に他界。

### 千田町商店街
ヒロシ
我楽太屋の隣にある山中サイクルの従業員。まん太と遊びに行く仲。
サタケ
サタケ玩具店を夫婦で営む好々爺。デパートの進出に悩むがゲーム大会に我楽太屋の技術で参戦し優勝する。

### 近代中学校
吉田花子
まん太の幼馴染でガールフレンド。
若松先生
新米の女性教師。まん太にいい様に扱われている。
牛丸太郎
焼肉店の息子。まん太のライバル。なぜかいつもストローをくわえている。
大門良子
まん太のクラスの委員長。煮え切らない若松に代わりクラスを仕切る。またの名をデーモン良子。
風間シズカ
まん太の幼馴染の忍者。学校では普通の格好をしている。我楽太屋を敵視している。

### その他
地球防衛隊
略して地衛隊（ぢえいたい）。宇宙人を狙っている。
宇宙人
タコのような形態をしており、人型の人形に乗り込んで活動する。我楽太屋のお得意様。
大黒屋ケイ子
古美術商・大黒屋の17代目で女子高生。人呼んでインサイダーケイ子。我楽太屋をライバル視している。

## サブタイトル一覧
本作では第1話、第2話…ではなく、vol.1、vol.2…と表記される。
1巻
1. タヌキでポン
2. 渚にて
3. 焼き肉食べてウッシッシ
4. ニッポンを休もう
5. 忍者が街にやってきた
6. E列車で行こう！
2巻
7. 落第は楽だい！
8. 星に願いを・・・
9. 壷を売ろう！
10. 嵐を呼ぶ少女
11. 赤ちゃんってタイヘーン
12. ドキドキ海水浴
3巻
13. ひとりでにできるモン！
14. 死の商人
15. モテモテデラー
16. 初詣ででポン
17. 戦慄のトリプルチョコ
18. アフターケアでアタフタ
19. サンデージャンプ！空は青かった
4巻
20. 爆睡電波ビリビリ
21. 人類の役に立つかもしれない
22. ふたりの追跡者
23. 夏だ！！プールだ！！ケイレンマン登場！！
24. 闇に棲む者
25. アンドロイドは編集王の夢を見るか？
26. 捕らわれのシズカ
27. 超能力の正体
28. ふたりのクリスマス
5巻
29. 決算前の大勝負！！
30. 地球最後の日
31. まん太最大の危機！！（夢オチではなく）
32. マンプク食堂繁盛記
33. キナコSOS
34. こんち、トムさん、お日柄もよく・・・・・・
35. ゼロアワーの空
36. がらくた屋まん太